# Fouriertransformation für zeitdiskrete Signale
Die Fouriertransformation für zeitdiskrete Signale, auch als englisch discrete-time Fourier transform, abgekürzt DTFT bezeichnet, ist eine lineare Transformation aus dem Bereich der Fourier-Analysis. Sie bildet ein unendliches, zeitdiskretes Signal auf ein kontinuierliches, periodisches Frequenzspektrum ab, welches auch als Bildbereich bezeichnet wird. 

## Unterscheidung zur Diskreten Fourier-Transformation
Die DTFT ist mit der Diskreten Fourier-Transformation (DFT) verwandt, welche mit diskreten Zeitsignalen und diskreten Spektren arbeitet. Die DTFT unterscheidet sich von der DFT darin, dass sie ein kontinuierliches Spektrum bildet, welches sich, unter Umständen, als abschnittsweise geschlossener mathematischer Ausdruck angeben lässt. Wie auch die DFT bildet die DTFT im Bildbereich ein periodisch fortgesetztes Frequenzspektrum, welches als Spiegelspektrum bezeichnet wird.
Im Gegensatz zur DFT besitzt die DTFT nur eine geringe Bedeutung in praktischen Anwendungen wie der digitalen Signalverarbeitung, primärer Anwendungsbereich liegt bei der theoretischen Signalanalyse.

## Definition
Das Spektrum {\displaystyle X(\omega )} eines abgetasteten (diskreten) Zeitsignals, repräsentiert als eine Folge {\displaystyle x[n]} mit {\displaystyle n\in \mathbb {Z} } und der Abtastzeit {\displaystyle t_{A}=1/f_{A}}, ist:
{\displaystyle X(\omega )=\sum _{n=-\infty }^{\infty }x[n]\,e^{-\mathrm {j} \omega nt_{A}}=\mathrm {DTFT} \{x[n]\}}
mit der imaginären Einheit {\displaystyle \mathrm {j} } und der Kreisfrequenz {\displaystyle \omega }. Die inverse Fouriertransformation für zeitdiskrete Signale über das Basisband ohne periodische Spektralanteile ist gegeben als:
{\displaystyle x[n]={\frac {1}{\omega _{A}}}\int _{-\omega _{A}/2}^{\omega _{A}/2}X(\omega )\cdot e^{\mathrm {j} \omega nt_{A}}\,\mathrm {d} \omega =t_{A}\int _{-f_{A}/2}^{f_{A}/2}X(2\pi f)\cdot e^{\mathrm {j} 2\pi fnt_{A}}\,\mathrm {d} f=\mathrm {DTFT} ^{-1}\{X(\omega )\}}
Um die Abhängigkeit von der Abtastzeit {\displaystyle t_{A}} in den Ausdrücken zu vermeiden, wird das Spektrum auf die Abtastfrequenz {\displaystyle f_{A}} normiert und mit der so normierten Kreisfrequenz
{\displaystyle \Omega =\omega \cdot t_{A}}
lautet die DTFT:
{\displaystyle X(\Omega )=\sum _{n=-\infty }^{\infty }x[n]\,e^{-\mathrm {j} \Omega n}}
und die inverse DTFT:
{\displaystyle x[n]={\frac {1}{2\pi }}\int _{-\pi }^{\pi }X(\Omega )\cdot e^{\mathrm {j} \Omega n}\,\mathrm {d} \Omega }

## Eigenschaft
Einige wichtige Eigenschaften der Fouriertransformation für zeitdiskrete Signale sind im Folgenden dargestellt.

### Versatz
Die im Zeitbereich verschobene Folge {\displaystyle x[n-n_{0}]} entspricht einer Phasendrehung (Modulation) im Spektralbereich:
{\displaystyle \mathrm {DTFT} \{x[n-n_{0}]\}=e^{-\mathrm {j} \Omega n_{0}}X[\Omega ]\,}
Beweis:
{\displaystyle \mathrm {DTFT} \{x[n-n_{0}]\}=\sum _{n=-\infty }^{\infty }x[n-n_{0}]\,e^{-\mathrm {j} \Omega n}\,,\,mit:\,m=n-n_{0}\leftrightarrow n=m+n_{0}}
{\displaystyle {\begin{aligned}\rightarrow \sum _{m=-\infty }^{\infty }x[m]\,e^{-\mathrm {j} \Omega [m+n_{0}]}&=\sum _{m=-\infty }^{\infty }x[m]\,e^{-\mathrm {j} \Omega m}\cdot e^{-\mathrm {j} \Omega n_{0}}=e^{-\mathrm {j} \Omega n_{0}}\cdot \sum _{m=-\infty }^{\infty }x[m]\,e^{-\mathrm {j} \Omega m}\\&=e^{-\mathrm {j} \Omega n_{0}}\cdot \mathrm {DTFT} \{x[n]\}=e^{-\mathrm {j} \Omega n_{0}}X[\Omega ]\\\end{aligned}}}
Analog dazu entspricht ein im Frequenzbereich verschobenes Spektrum {\displaystyle Y[\Omega -\Omega _{0}]} einer Phasendrehung im Zeitbereich:
{\displaystyle \mathrm {DTFT} \{x[n]e^{\mathrm {j} \Omega _{0}n}\}=X[\Omega -\Omega _{0}]\,}

### Faltungseigenschaft
Die DTFT eines Produktes zweier Wertefolgen {\displaystyle x[n]} und {\displaystyle y[n]} entspricht der Faltung der Spektren:
{\displaystyle \mathrm {DTFT} \{x[n]\cdot y[n]\}={\frac {1}{2\pi }}X[\Omega ]*Y[\Omega ]\,}
Umgekehrt entspricht der Faltung im Zeitbereich die Multiplikation im Bildbereich:
{\displaystyle \mathrm {DTFT} \{x[n]*y[n]\}=X[\Omega ]\cdot Y[\Omega ]\,}